# Драган Вујановић
Драган Вујановић (9. јун 1946, Бања Лука) је југословенски фудбалер. 
Вишу управну школу завршио је у Сарајеву. Фудбалом се почео бавити у Босанском Новом, гдје је играо за јуниорску екипу Фудбалског клуба "Слобода" (1956–1958). Играо је за "Раднички" из Приједора (1959–1962), а затим се вратио у "Слободу". Наступао је за "Сарајево" (1965–1969), са којим је освојио титулу првака Југославије (у сезони 1966/67), а потом поново за "Слободу" (1970–1980).